# Klîmkivți, Pidvolociîsk
Klîmkivți (în ucraineană Климківці) este un sat în comuna Skorîkî din raionul Pidvolociîsk, regiunea Ternopil, Ucraina.

## Demografie
Componența lingvistică a localității Klîmkivți
     Ucraineană (100%)
Conform recensământului din 2001, toată populația localității Klîmkivți era vorbitoare de ucraineană (100%).